# Samsonite

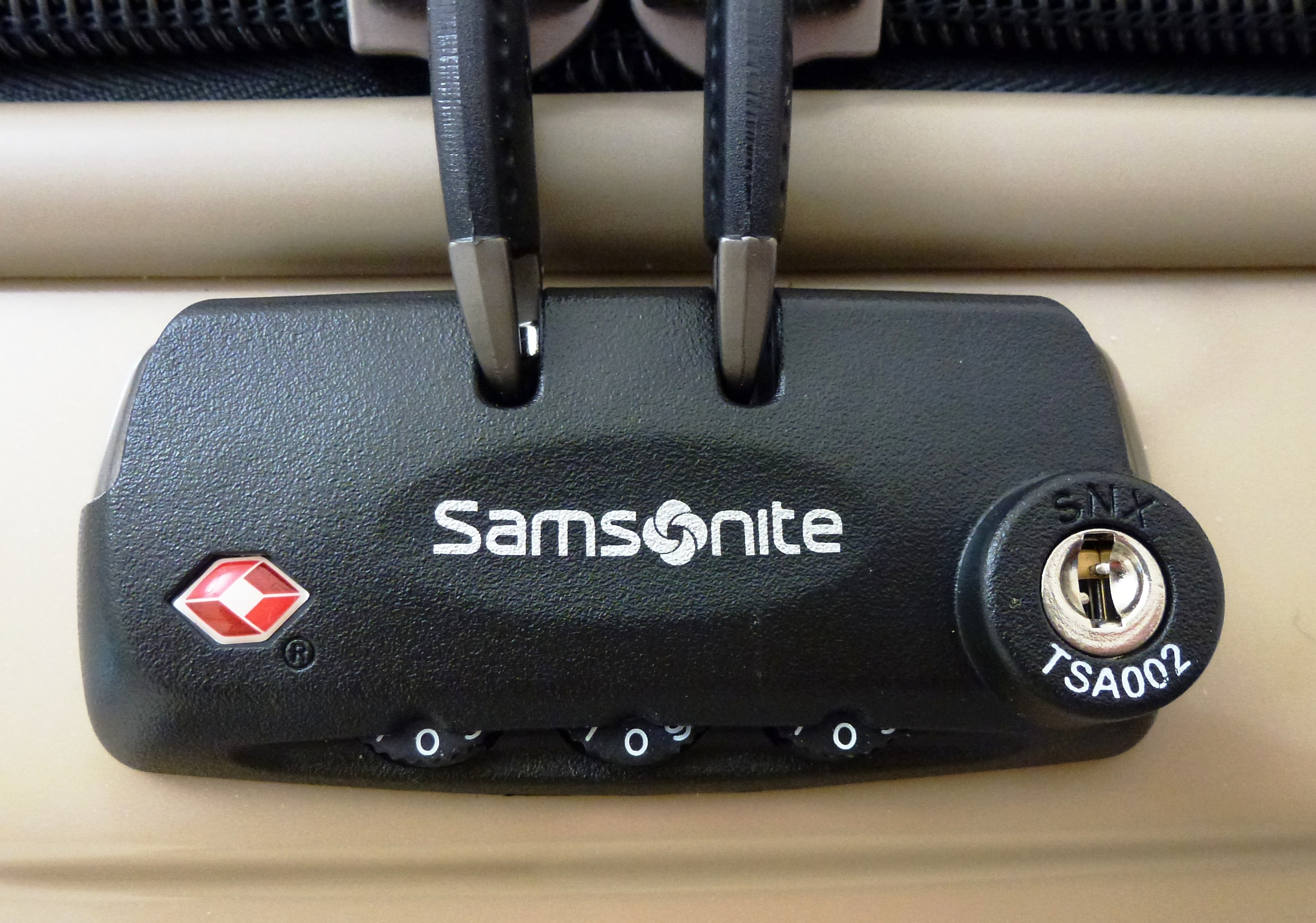
Samsonite TSA-Schloss

Samsonite ist ein international tätiger Hersteller von Reisegepäck wie Koffern und Reisetaschen.
2007 wurde das ursprünglich US-amerikanische Unternehmen von CVC Capital Partners übernommen und der Unternehmenssitz unter dem Namen Samsonite International S.A. nach Luxemburg verlegt. Die nordamerikanische Zentrale sitzt seit 2005 in Mansfield, Massachusetts. CVC brachte Samsonite 2011 in Hongkong an die Börse. Seither hat Samsonite durch zahlreiche Unternehmenszukäufe das eigene Portfolio stark erweitert.

## Geschichte
Das 1910 in Denver, Colorado von Jesse Shwayder (1882–1970), dem Sohn einer polnisch-jüdischen Einwandererfamilie, gegründete Unternehmen hieß zunächst Shwayder Trunk Manufacturing Company und produzierte schwere Holztruhen. Um 1916 wurde ein Gepäckstück auf den Namen Samson getauft, bei dem man die biblische Erzählung des starken Samson als Assoziation nutzte. 1931 wurde das Unternehmen abermals umbenannt in Shwayder Brothers, Inc., da Shwayders vier Brüder (Benjamin, Mark, Maurice und Sol Shwayder), die ersten beiden im Jahr 1912, die Firma personell verstärkten.
1941 stellte die Shwayder Brothers, Inc. das erste Mal ein aus heutiger Sicht kofferähnliches Gepäckstück her, den Samsonite Streamlite. 1960 übergab Jesse Shwayder die Firmenleitung offiziell an seinen Sohn, King David Shwayder, behielt aber eine aktive Rolle im Unternehmen. Nach und nach wurde der Begriff Samsonite zur Marke, und so änderte man den Firmennamen 1965 in Samsonite Inc. 1967 stellte Samsonite den ersten Polypropylen-Koffer her und 1974 den ersten Koffer auf Rollen.
In den 1970ern expandierte das Unternehmen auf die internationalen Märkte und machte die Koffermarke weltweit führend. Mittlerweile hatte das Unternehmen 5000 Mitarbeiter. Von 1972 bis 1987 hatte ein Neffe von Jesse Shwayder, Irving Shwayder (1922–2003), den Firmenvorsitz inne. 1973 übernahm der US-amerikanische Mischkonzern Beatrice Foods Co. das Unternehmen von der Shwayder-Familie. Die 1980er Jahre waren schwierige Zeiten für das Unternehmen, welche mit Restrukturierungsmaßnahmen und Entlassungen einhergingen. 1986 verkaufte Beatrice Foods das Unternehmen Samsonite an die Beteiligungsgesellschaft Kohlberg Kravis Roberts & Co. Letztere gründete 1987 eine Gesellschaft namens E-II, zu welcher unter anderem Samsonite gehörte. E-II ging 1992 in die Insolvenz, obwohl Samsonite Rekordergebnisse erzielt hatte. Samsonite ging schließlich in der neu gegründeten Astrum International Corp. – mit den Großaktionären Apollo Management und Carl Icahn – mit Sitz in Miami auf, welche 1993 den Gepäckhersteller und Wettbewerber American Tourister kaufte. Der Konzernsitz wurde nach Warren (Rhode Island) verlegt, wo sich die Zentrale von American Tourister befand. 1995 teilte sich Astrum auf und es entstand die eigenständige Samsonite Corporation mit Sitz in Denver. Ab Mitte der 1990er wurden wieder zahlreiche Mitarbeiter entlassen, Produktionsstätten geschlossen, die Preise angehoben, neue Produktlinien geschaffen und der asiatische Markt weiter erschlossen. Ab 1992 hatte sich der französische Unternehmer François Pinault über seine damals neu gegründete Holding Artemis an Samsonite beteiligt. Im Jahr 2000 hielt Artemis 30 % an Samsonite. Pinault stieß die Beteiligung 2002 ab.
In Folge der Terroranschläge am 11. September 2001 ging der Bedarf an Reisegepäck weltweit drastisch zurück. 2002 wurde die Börsennotiz von Samsonite an der NASDAQ eingestellt, und dem Unternehmen drohte die Insolvenz. Ein Konsortium aus drei Beteiligungsgesellschaften (Ares Management, Ontario Teachers’ Pension Plan und Bain Capital) investierte nach langen Verhandlungen schließlich ab Mai 2003 insgesamt 106 Mio. US-Dollar in einen Rekapitalisierungsplan. Das Konsortium war schließlich im Besitz von 56 % der stimmberechtigten Aktien. Die Produktionsstätte in Denver wurde 2006 geschlossen, ebenso wie die meisten europäischen Samsonite-Fabriken. Im Juli 2007 übernahm der luxemburgische Finanzinvestor CVC Capital Partners das Unternehmen Samsonite von dem Private-Equity-Konsortium mithilfe eines Kredits der Royal Bank of Scotland für 1,7 Mrd. US-Dollar. CVC vergrößerte u. a. das Netz an eigenen Samsonite-Filialen. Die Bank hielt infolge nahezu 30 % an Samsonite, während CVC im Besitz von 54 % der Anteile war. Der Firmensitz des Kofferherstellers befindet sich seither in Luxemburg. 2005 war die nordamerikanische Firmenzentrale nach Mansfield, Massachusetts, in die Nähe von Boston verlegt worden. 2008 lag die Unternehmensverschuldung bei 1,3 Milliarden US-Dollar.
Samsonite vergab 2009 eine Lizenz für Schuhe (Samsonite Footwear), an den italienischen Hersteller Zeis Excelsa, seit 2011 Eigentümer von Bikkembergs. Bereits ab Ende der 1990er Jahre hatte es Schuhe von Samsonite gegeben (siehe Abschnitt Black Label). Die Zusammenarbeit mit Zeis Excelsa beendete Samsonite im Dezember 2015.
Die US-amerikanische Einzelhandels-Sparte des Unternehmens, Samsonite Company Stores LLC, trat 2009 in den Schutz vor Gläubigern und schloss im Rahmen einer Restrukturierung die Hälfte der 173 Samsonite-Geschäfte in den USA.
Im Juni 2011 ging Samsonite in Hongkong an die Börse. Das Unternehmen erzielte unter schlechten Marktbedingungen durch den Börsengang Erlöse in Höhe von 1,25 Mrd. US-Dollar (882 Mio. Euro). Samsonite war zuvor bis 2002 nach einem Verfall des Aktienkurses auf unter einen US-Dollar infolge der Terroranschläge am 11. September 2001 an der New York Stock Exchange gelistet. Nach dem Börsengang 2011 sank der Anteil von CVC an Samsonite auf „etwas weniger als 30 Prozent“, der Anteil der Royal Bank of Scotland auf „knapp unter 16 Prozent“, vier Prozent gehörten dem britischen Samsonite-CEO seit 2009, Tim Parker. Letzterer erzielte mit dem Verkauf eines Teils seines Samsonite-Aktienpakets einen Erlös von 65 Mio. US-Dollar. Noch 2011 wurde – zunächst im asiatischen Raum, seit 2016 auch in Deutschland – die mittelpreisige Samsonite RED Kollektion mit Taschen und Rucksäcken für eine jüngere Zielgruppe lanciert.
Im Juli 2012 kaufte Samsonite den amerikanischen Sportgepäckhersteller High Sierra für 110 Millionen Dollar. Im August 2012 übernahm Samsonite den traditionsreichen amerikanischen Kofferhersteller Hartmann für 35 Millionen Dollar. Innerhalb von zwei Jahren wurden 25 Hartmann-Ladengeschäfte im asiatischen Raum und ein Flagshipstore in Manhattan eröffnet; das Unternehmen hatte zuvor keine Boutiquen unterhalten. Im März 2014 kaufte Samsonite den Pariser Gepäckhersteller Lipault für geschätzte 20 Millionen Euro. Im Mai 2014 akquirierte Samsonite Speck Products, ein Hersteller von Schutzhüllen für Elektronikgeräte, von VMG Partners für 85 Millionen Dollar. Im Juni 2014 machte Samsonite die Übernahme des Outdoor-Equipment-Anbieters Gregory Mountain Products von dessen Eigentümer Black Diamond Equipment für 85 Millionen Dollar bekannt. Im September 2014 ernannte Samsonite den Inder Ramesh Tainwala, ein Samsonite-Manager seit 2011, zum CEO und damit zum Nachfolger von Parker, der in den Aufsichtsrat wechselte. Im März 2016 gab Samsonite bekannt, den Wettbewerber im Luxus-Segment, Tumi, zum 1. August 2016 für 1,8 Milliarden Dollar aufzukaufen. Das Geschäftsjahr 2016 schloss Samsonite mit einem Rekordumsatz von 2,8 Milliarden Dollar ab. Im April 2017 kündigte Samsonite an, den Gepäck-Onlinehändler Ebags aus Denver für 105 Millionen Dollar aufzukaufen.

## Samsonite Black Label
1999 wurde über die in Mailand ansässige europäische Niederlassung Samsonite SpA die hochpreisige Premium-Kollektion Samsonite Black Label mit Reisegepäck, Bekleidung (“Travel Wear”) und Schuhe für jeweils Damen und Herren lanciert. Zunächst für den italienischen Markt gedacht, wurde die Marke in den folgenden Jahren weltweit ausgebaut. Samsonite setzte zunächst den britischen Modeschöpfer Neil Barrett, einen ehemaligen Prada-Designer, als Kreativdirektor für die Herrenmode von Black Label ein und ersetzte ihn ein Jahr später mit dem Italiener Gigi Vezzola, der auch die Damenmode betreute. Die Samsonite-Bekleidung war zum Teil mit praktischen Details für Reisende ausgestattet. Für die Schuhsparte wurde die ehemalige Hogan-Designchefin Alberta Serantoni berufen. Ab 2006 wurde eine Kooperation mit dem britischen Designer Alexander McQueen für Reisegepäck angeboten. 2007 wurde ein Black Label Onlineshop gestartet. 2008 begann eine Gepäck-Kooperation mit den niederländischen Designern Viktor & Rolf. Für Black Label gab es eigene Flagshipstores, u. a. in London, Berlin, Mailand und San Francisco. Die Geschäfte wurden bis Ende der 2000er Jahre geschlossen, weil die Zielgruppe die Marke Samsonite nicht als Designer-Gepäck identifizierte. Die Bekleidungslinie wurde eingestellt. Seit 2012 nutzt Samsonite die Black Label Marke für höherpreisiges Gepäck im eigenen Portfolio und unterhält dafür im asiatischen Raum wieder eigene Ladengeschäfte.

## Marken
Eigene Marken
- Samsonite, Samsonite Black Label und Samsonite RED
- American Tourister (1993 aufgekauft)
- Tumi (2016 aufgekauft)
- Hartmann (2012 aufgekauft)
- Lipault (2014 aufgekauft)
- Gregory (2014 aufgekauft)
- Speck (2014 aufgekauft)
- Saturn (Niedrigpreislinie, 2005 durch American Tourister ersetzt)
- Trunk & Co. (Jugendlinie, 2005 eingestellt)
- Lark (1984 aufgekauft, 2002 eingestellt)

Lizenzmarken (Auswahl)
- Lacoste (Taschen und Kleinlederwaren in Lizenz von 2001 bis 2011)
- Reebok (Sporttaschen)
- Timberland (Gepäck und Taschen in Lizenz seit 2005)
- Y-3 by Adidas (Taschen und Accessoires in Lizenz seit 2009)